# Hydrellia nigra
Hydrellia nigra är en tvåvingeart som beskrevs av Canzoneri 1982. Hydrellia nigra ingår i släktet Hydrellia och familjen vattenflugor.
Artens utbredningsområde är Sierra Leone. Inga underarter finns listade i Catalogue of Life.